# Pompekunskap
Pompekunskap är kunskap om något som kan vara trevligt att veta men som är ganska oviktigt, närmast kuriosa, såsom att Karl XII hade en hund som hette Pompe. Ordet lanserades i Språkrådets nyordslista för 2003.
Det skickades in till Birgitta Lindgren, som var ansvarig för Svenska språknämndens nyordsarbete, av en lärare. Det var en naturvetarklass som under en diskussion om kunskap, myntade begreppet ”pompekunskaper”.
I själva verket hade Karl XII många fler hundar samtidigt, och de hette inte alla Pompe, även om tre hundar fick det namnet.